# كيلي راي (مصارعة)
براينا راي سباري (بالإنجليزية: Brianna Rae Sparrey)‏ (من مواليد 25 أغسطس 1992) هي مصارعة أمريكية محترفة معروفة باسم الحلبة كيلي راي 

## حياتها المبكرة
تخرجت سباري من مدرسة أوك فورست الثانوية في عام 2010 حيث لعبت السوفتبول (رياضة تشبه البيسبول في قواعدها)  
قبل أن تصبح براينا راي مصارعة محترفة بدوام كامل، عملت أيضًا كمؤدية مشاهد خطيرة، وأدت أداءً مذهلاً في فيلم المتباينة  وكذلك في المسلسل التلفزيوني وقاحة.

## مهنة مصارعة المحترفين

### الاتحادات المحلية والمستقلة (منذ 2016 حتى الآن)
قدمت كيلي راي نفسها في عالم مصارعة المحترفين لأول مرة في 19 مارس 2016 حيث شاركت في تسجيلات عروض ريالتي اوف ريسلينج ROW حيث فازت على أيفوري روبين لتفوز ببطولة ROW Diamonds. وشاركت راي في تجربة إداء مع اتحاد WWE في فبراير 2018 ولكنها فشلت في الأنضمام للأتحاد.
في 5 يناير 2019، في عرض Warrior Wrestling 3 تحدت جوردين جريس في نزال علي بطولة بروجريس للسيدات لكنها هزمت أمام الأخيرة.
في 21 سبتمبر 2019، عادت راي إلى المشاركة في عروض اتحاد فري لاينس ريسلينج Freelance Wrestling ، حيث هزمت إسياس فيلاسكيز.

### أول اليت ريسلينج(2019)
في فبراير من عام 2019، أصبحت كيلي راي جزءًا من اول إليت ريسلينج (AEW)، حيث ظهرت لأول مرة في الحدث الأول للاتحاد AEW Double or Nothing في مباراة ضد دكتور بريت باكير وأوسوم كونغ ونيلا روز حيث خسرت في أول نزال لها.
و كان من المفترض ان تصارع كيلي راي المعلن ضد ليفا بيتس في عرض AEW Fyter Feast ، إلا أن آلي حلت محلها.
أثناء خلال المؤتمر الصحفي الذي تم بعد عرض AEW All Out ، أعلن رئيس الاتحاد توني خان أن كيلي راي طلبت تسريحها من عقدهاو بالفعل أعلن ان كايلي راي مصارعة حرة في التوقيع مع أي اتحاد تريد وتمني لها النجاح في مسيرتها المقبلة.

### توتال نون ستوب أكشن(2019)
أعلن اتحاد توتال نون ستوب أكشن (TNA) عن ظهور المصارعة كيلي راي في عرض All Glory . الذي كان ينظمه الاتحاد مع عدة أتحادات مصارعة مستقلة وتم بث العرض علي قناة الاتحاد علي منصة تويتش وشاركت ري في نزال علي لقب النساء الخاص باتحاد Zelo Pro Wrestling .
في يوم الأحد الموافق الـ20 من أكتوبر 2019، ظهرت راي في عرض TNA Bound For Glory 2019 . حيث دخلت رقم 17 في مباراة الجونجليت فور جولد "Call Your Shot" وتم أقصائها من قبل ماهابالي شيرا. وفي السادس من مارس 2020 عادت كيلي للظهور في تسجيلات عروض الأتحاد وتمكنت من هزيمة كساندرا جولدن وتمت عرض هذه المباراة بتاريخ الواحد والثلاثون من مارس 2020 وأفيد بتوقيع كيلي راي مع الاتحاد متعدد السنوات.
و كان الظهور الأول لراي في العروض الكبري أمام كيرا هوغن حيث تمكنت من هزمها ف الليلة الأولي من عرض ريبليون 2020
و في عرض سلامي فرسري 2020 تمكنت راي من الفوز علي كل روستر قسم النوك اوتس وذلك لتفوز بفرصة مستقبلية علي لقب النوك أوتس بعد أن فازت في مباراة تدافع.

## البطولات والإنجازات
- أول اماريكان ريسلينج (AAW)
  - بطولة AAW للسيدات (مرة واحدة) [21]
- بريو سيتي ريسلينج (BCW)
  - بطولة بي سي دبليو للسيدات (مرة واحدة) [21]
- كابيتال ريسلينج أليانز (CWA)
  - بطولة CWA (مرة واحدة، البطلة الحالية) [21]
- فري لاينسير ريسلينج (FW)
  - بطولة فري لاينسير ريسلينج (1 مرة) [21]
- رايز ريسلينج(RISE Wrestling)
  - بطولة فينيكس اوف رايز (مرة واحدة) [21]
- ريالتي اوف ريسلينج(ROW)
  - بطولة ROW دايموند ديفيجن (3 مرات) [21]
- زيلو برو ريسلينج (ZPW)
  - بطولة Zelo Pro للسيدات (مرتين) [21]

## روابط خارجية
- كيلي راي على موقع IMDb (الإنجليزية)
- براينا راي سباري في قاعدة بيانات الأفلام على الإنترنت
- ري علي موقع كيدج ماتش
- كيلي ري علي موقع ريسلينغ داتا
- كيلي ري علي موقع قاعدة بيانات المصارعين علي الإنترنت
- كيلي راي على إنستغرام